# Kanton Lafrançaise
Kanton Lafrançaise (francouzsky Canton de Lafrançaise) je francouzský kanton v departementu Tarn-et-Garonne v regionu Midi-Pyrénées. Tvoří ho čtyři obce.

## Obce kantonu
- L'Honor-de-Cos
- Lafrançaise
- Montastruc
- Piquecos